# Zamira Zaytseva
Pour les articles homonymes, voir Zaïtseva.
Zamira Zaytseva (née le 16 février 1953) est une athlète ouzbèke spécialiste des courses de demi-fond.
Concourant sous les couleurs de l'URSS dès la fin des années 1970, elle se classe deuxième des Championnats d'Europe en salle de 1979, et obtient une nouvelle médaille d'argent sur 1 500 m en 1982 à l'occasion des Championnats d'Europe d'Athènes où elle s'incline face à sa compatriote Olga Dvirna.
En 1983, Zamira Zaytseva monte sur la deuxième marche du podium des Championnats du monde inauguraux d'Helsinki derrière l'Américaine Mary Decker-Slaney.
Ses records personnels sont de 1 min 56 s 21 sur 800 m (1983) et 3 min 56 s 14 sur 1 500 m (1982).

## Palmarès
| Date | Compétition                    | Lieu     | Résultat | Épreuve |
| ---- | ------------------------------ | -------- | -------- | ------- |
| 1979 | Championnats d'Europe en salle | Vienne   | 2e       | 1 500 m |
| 1982 | Championnats d'Europe          | Athènes  | 2e       | 1 500 m |
| 1983 | Championnats du monde          | Helsinki | 2e       | 1 500 m |